# Konrad Kujau

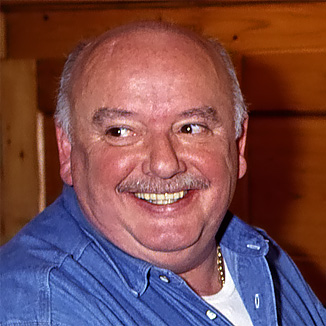
Konrad Kujau

Konrad Paul Kujau (27 de junho de 1938 - 12 de setembro de 2000) foi um ilustrador e falsificador alemão. Tornou-se famoso em 1983 como o criador dos chamados Diários de Hitler, pelos quais recebeu 2,5 milhões de marcos alemães (2 421 020 euros em termos de 2020, corrigidos pela inflação) de um jornalista, Gerd Heidemann, que por sua vez o vendeu por 9,3 milhões de marcos alemães à revista Stern, resultando num lucro líquido de 6,8 milhões de marcos alemães (6 585 174 euros em termos de 2020). corrigidos pela inflação) para Heidemann. A falsificação resultou em uma sentença de quatro anos e meio de prisão para Kujau.

## Biografia

### Início da vida
"Konny" Kujau nasceu em Löbau, Alemanha nazista, um dos seis filhos de Richard Kujau, um sapateiro, e sua esposa, ambos os quais haviam se juntado ao Partido Nazista em 1933. O início da vida de Kujau foi de pobreza incessante e sua mãe foi obrigada a enviar seus filhos para orfanatos por períodos de tempo. O menino cresceu acreditando nos ideais nazistas e idolatrando Adolf Hitler; a derrota para os Aliados em 1945, e o suicídio de Hitler, não moderaram seu entusiasmo pela causa nazista. Ele manteve uma série de empregos braçais até 1957, quando trabalhava como garçom no Clube da Juventude de Löbau, e um mandado de prisão foi emitido em conexão com o roubo de um microfone. Em junho, ele fugiu para Stuttgart, na Alemanha Ocidental, onde logo se dedicou a trabalhos braçais temporários e pequenos crimes.
Em 1959 foi multado em 80 marcos (DM) por furtar tabaco; Em 1960, ele foi enviado para a prisão por nove meses depois de ser pego invadindo um depósito para roubar conhaque; Em 1961, ele passou mais tempo na prisão depois de roubar cinco caixas de frutas. Seis meses depois, ele foi preso após se envolver em uma briga com o patrão enquanto trabalhava como cozinheiro em um bar.
Em 1961, começou um relacionamento com Edith Lieblang, uma das garçonetes do bar onde trabalhava. O casal mudou-se para Plochingen e abriu um bar de dança, que foi um sucesso modesto. Kujau começou a criar um fundo fictício para si mesmo, dizendo às pessoas que seu nome verdadeiro era Peter Fischer, mudando sua data de nascimento em dois anos e alterando a história de seu tempo na Alemanha Oriental. Em 1963, o bar começou a sofrer dificuldades financeiras e o casal voltou para Stuttgart, onde Kujau encontrou trabalho como garçom. Ele também começou sua carreira como falsificador, falsificando DM 27 em vales-almoço; Ele foi preso e condenado a cinco dias de prisão. Em sua libertação, ele e sua esposa formaram a Lieblang Cleaning Company, embora a empresa fornecesse pouca renda para eles. Em março de 1968, em uma verificação de rotina nos alojamentos de Kujau, a polícia constatou que ele vivia sob uma identidade falsa, depois que os detalhes de nome, endereço e data de nascimento que Kujau havia fornecido à polícia eram diferentes daqueles nos papéis que ele carregava na época. Na delegacia, ele ofereceu um terceiro conjunto de detalhes e uma explicação falsa sobre por que ele estava disfarçado sob uma identidade presumida, mas a verificação de impressões digitais subsequente confirmou que ele era Kujau. Ele foi enviado para a prisão de Stammheim em Stuttgart.
Após sua libertação no final da década de 1960, o negócio de limpeza tornou-se lucrativo o suficiente para o casal comprar um apartamento em Schmieden, perto de Stuttgart. Em 1970, Kujau visitou sua família na Alemanha Oriental e descobriu que muitos dos habitantes locais tinham memorabilia nazista, contrariando as leis do governo comunista. Kujau viu uma oportunidade de comprar o material barato no mercado negro e lucrar no Ocidente, onde havia uma demanda crescente por esses itens. Os preços entre os colecionadores de Stuttgart eram até dez vezes os preços pagos por Kujau. O comércio era ilegal na Alemanha Oriental, e a exportação do que eram considerados itens de patrimônio cultural foi proibida. Ambos os Kujaus foram parados, embora apenas uma vez cada, e sua pena foi o confisco do contrabando.
Entre os itens contrabandeados para fora da Alemanha Oriental estavam armas, e Kujau ocasionalmente usava uma pistola, às vezes disparando em um campo próximo, ou atirando garrafas vazias em seu bar local. Em uma noite de fevereiro de 1973, embriagado, ele pegou uma metralhadora carregada para confrontar um homem que ele pensava estar cortando os pneus de sua van da empresa de limpeza. O homem fugiu e Kujau o perseguiu até a porta errada, aterrorizando uma prostituta. Seus gritos levaram a polícia que prendeu Kujau. Ao revistarem seu apartamento, encontraram cinco pistolas, uma metralhadora, uma espingarda e três fuzis. Kujau pediu desculpas e recebeu uma multa.

Em 1974, alugou uma loja na qual colocou suas lembranças nazistas. O outlet também se tornou o local para sessões de bebida noturnas com amigos e colegas colecionadores, incluindo Wolfgang Schulze, um residente dos EUA, que se tornou o agente americano de Kujau. Kujau logo começou a aumentar o valor dos itens em sua loja, forjando detalhes de autenticação adicionais, incluindo para um capacete genuíno da Primeira Guerra Mundial, valendo algumas marcas, para o qual Kujau forjou uma nota dizendo que tinha sido de Hitler, usado em Ypres no final de outubro de 1914, aumentando radicalmente seu valor. Além de anotações de Hitler, produziu documentos manuscritos de Martin Bormann, Rudolf Hess, Heinrich Himmler, Hermann Göring e Joseph Goebbels. Embora a caligrafia fosse uma imitação passável dos proprietários, o resto do trabalho era tosco: Kujau usava papelaria moderna, que ele envelheceu com chá, e criou papéis timbrados usando Letraset. Em muitos casos, a ortografia e a gramática eram imprecisas, particularmente quando ele forjou documentos em inglês, como uma cópia do Acordo de Munique entre Hitler e Neville Chamberlain, que ele transcreveu como:
"We regard the areement signet last night and the Anglo-German Naval Agreement as symbolic of the desire of our two peoples never to go to war with one another againe."
Em meados da década de 1970, Kujau, um artista amador hábil, voltou-se para a produção de pinturas que ele dizia serem de Hitler, que tinha sido ele próprio um artista amador em seus dias mais jovens. Tendo encontrado um mercado para suas obras forjadas, Kujau pintou assuntos que seus compradores professavam interesse, como desenhos animados, nus e homens em ação - assuntos que Hitler nunca pintou, nem gostaria de pintar. Muitas vezes essas pinturas eram acompanhadas por pequenas notas supostamente de Hitler, mas forjadas por Kujau. As pinturas se mostraram lucrativas para o falsificador. Para explicar seu acesso às lembranças, ele inventou várias fontes na Alemanha Oriental, incluindo um ex-general nazista, o diretor de um museu que ele havia subornado e seu irmão, um general do exército da Alemanha Oriental.
Tendo encontrado sucesso em passar suas notas forjadas como as de Hitler, Kujau tornou-se mais ambicioso, e copiou, à mão, o texto de ambos os volumes de Mein Kampf, mesmo que os originais fossem completados por máquina de escrever. Kujau também produziu uma introdução para um terceiro volume da obra. Ele vendeu esses "manuscritos" para um de seus clientes regulares, Fritz Stiefel, um colecionador de memorabilia nazista. Kujau também começou a forjar uma série de poemas de guerra de Hitler, que eram tão amadores que Kujau mais tarde admitiu que "um colecionador de quatorze anos teria reconhecido isso como uma falsificação". Quando alguns desses poemas foram publicados em 1980, um historiador apontou que um deles não poderia ter sido produzido por Hitler porque tinha sido escrito por Herybert Menzel.

### Diários de Hitler
Não está claro quando Kujau produziu seu primeiro diário de Hitler. Stiefel diz que Kujau lhe deu um diário emprestado em 1975. Schulze coloca a data em 1976, enquanto Kujau diz que começou em 1978. Ele usou um de uma pilha de cadernos que havia comprado barato em Berlim Oriental, e erroneamente colocou as letras FH (em vez de AH) em ouro na frente; essas cartas foram compradas em uma loja de departamentos e feitas de plástico em Hong Kong. Para adicionar uma aparência adicional de autenticação, ele pegou a fita preta de um documento real da SS e a anexou à capa usando um selo de cera do exército alemão. Para a tinta, ele comprou duas garrafas de tinta Pelikan, uma preta e outra azul, e misturou as duas com água para que fluísse mais facilmente da caneta moderna barata que ele usava. Kujau havia passado um mês praticando para escrever na antiga escrita gótica alemã em que Hitler costumava escrever. Kujau mostrou-o a Stiefel que ficou impressionado com a obra, e queria comprá-la, mas quando o falsificador se recusou a vendê-la, ele pediu para emprestá-la, o que foi acordado.
Em 1978, Kujau vendeu seu primeiro "Diário de Hitler" para um colecionador. Em 1980, foi contatado pelo jornalista Gerd Heidemann, que soube do diário. Kujau disse a Heidemann que os diários estavam na posse de seu irmão, que era um general do Exército da Alemanha Oriental. Heidemann fez um acordo com Kujau para "o resto" dos diários. Nos dois anos seguintes, Kujau falsificou mais 61 volumes e os vendeu para Heidemann por 2,5 milhões de marcos alemães. Heidemann, por sua vez, recebeu 9 milhões de marcos de seus empregadores em Stern. Em sua publicação em 1983, os diários logo foram provados como invenções, e Heidemann e Kujau foram presos. Em agosto de 1984, Kujau foi condenado a quatro anos e meio por falsificação e Lieblang a um ano como cúmplice. Heidemann foi condenado por fraude e também recebeu uma sentença de quatro anos e meio de prisão no ano seguinte.
Ao sair da prisão após três anos, Kujau se tornou uma espécie de celebridade menor, aparecendo na TV como um "especialista em falsificação", e montou um negócio vendendo "falsificações genuínas de Kujau" no estilo de vários grandes artistas. Ele se candidatou à eleição como prefeito de Stuttgart em 1996, recebendo 901 votos. Kujau morreu de câncer em 2000.
Em 2006, alguém que dizia ser sua sobrinha-neta, Petra Kujau, foi acusado de vender "falsificações falsas", cópias asiáticas baratas de pinturas famosas com assinaturas falsificadas de Konrad Kujau.